# Іван Пешич
Іван Пешич (хорв. Ivan Pešić, нар. 6 квітня 1992, Шибеник, Хорватія) — ховатський футболіст, лівий вінгер.

## Життєпис
Футбольний шлях розпочав у дитячій команді «Олуя» з рідного селища Чиста Велика. У 12 річному віці переїхав до сусіднього клубу «Водице», де провів два сезони. Після цього потрапив до структури «Хайдук» (Спліт). Після вдалих виступів за юнацьку збірну Хорватії U-19 переведений до першої команди, але за основну команду грав лише в товариських матчах, також провів один поєдинок кубку Хорватії, проти «Ядран Гунджи». По завершенні сезону 2011/12 років отримав статус вільного агента, після чого перебрався до Австрії, де грав за нижчолігову «Аустрія» (Клагенфурт). Проте й у новій команді грав переважно за юнацький склад, також провів один поєдинок за «Аустрію» в кубку федеральної землі. Після цього повернувся до Хорватії, де виступав за клуб Другої ліги Хорватії «Шибеник».
Подальшу кар'єру Івана перервала дорожньо-транспортна пригода. Через це за півтора року Пешич встиг зіграти 9 матчів у футболці «Шибеника», а на початку 2014 року підсилив першоліговий «Задар». Однак через запалення лобкової кістки Іван до завершення сезону зіграв лише 2 матчі.
Однак вже наступного (2014/15) сезону Іван Пешич під керівництвом Мирослава Блажевича став провідним гравцем команди. Відзначився 4-а голами та 8-а результативними передачами на своїй оптимальній позиції лівого вінґера. Завдяки вище вказаним показникам перебрався до «Спліта», де зарекомендував себе як один з найшвидших гравців чемпіонату.
Влітку 2017 року, після пониження в класі «Спліта», повернувся до «Хайдука».
У 2018 році перейшов до румунського клубу «Динамо» (Бухарест). Вже наступного року виступав в оренді в казахському клубі «Шахтар» (Караганда), а в січні 2020 року, після повернення зі складу «гірників», динамівці надали івану статус вільного агента.
15 лютого 2020 року перебрався до «Кайсара». Зіграв 2 матчі в Прем'єр-лізі Казахстану (з урахуванням анульованого поєдинку проти «Іртиша»). 15 травня 2020 року в Пешича завершився контракт з клубом.
7 серпня 2020 року підписав 2-річний контракт з «Ворсклою». У новій команді отримав футболку з 9-м ігровим номером.
У січні 2021 року стало відомо, що хорват залишив український клуб, на правах оренди поїхавши в румунський «Волунтарі».
6 квітня 2022 року на правах вільного агента перейшов у мінське «Динамо». Дебютував за клуб 16 квітня 2022 року проти «Белшини». У липні 2022 року залишив клуб.
У липні 2022 року перейшов у казахстанський клуб «Каспій».

## Досягнення

### Клубні
«Кайсар»
- Суперкубок Казахстану
  -  Фіналіст (1): 2020